# Старое Долгое
Старое Долгое — деревня в Мошенском районе Новгородской области России. Входит в состав Долговского сельского поселения.

## География
Деревня расположена на берегу реки Великая, в центральной части района; в 46 километрах к юго-востоку от села Мошенское. Южнее находится деревня Долгое — центр Долговского сельского поселения.
В деревне имеется 67 домов.

## История
На трёхвёрстной топографической карте Фёдора Шуберта, изданной в 1879 году, обозначено сельцо Долгое.
До революции деревня усадьба Старая Долгая в состав Долговской волости Боровичского уезда. В усадьбе имелось 2 двора и 3 жилых строения; число жителей составлял 1 человек.

## Население
| 2010 |
| ---- |
| 69   |

По данным переписи 2002 года, население деревни составляло 89 человек.
Согласно результатам переписи 2002 года, в национальной структуре населения русские составляли 98 % от жителей.